# ユージヌィ島
ユージヌィ島（ユージヌィとう、ロシア語: Южный остров、英語: Yuzhny Island）はロシア、アルハンゲリスク州、ノヴァヤゼムリャ列島の南島。ロシア語名も「南の島」を意味する。面積は33,275km2で北島であるセヴェルヌィ島よりも小さい。ノヴァヤゼムリャ列島は世界でも最大級の列島の一つであり、同島も世界の大きな島の一つである。北島とは狭いマトチキン海峡で隔てられており、ヴァイガチ島とはカルスキエボロタ海峡で隔てられている。南西にはメズドゥシャルスキー島 (Mezhdusharsky Island) がある。
元々ネネツ人が居住していたが、1950年代の核実験時に多くが避難していった。海鳥の住居としても知られている。島の多くはツンドラ気候で気候に合った植物が生育する。

## 註
1. ↑  http://www-ns.iaea.org/downloads/rw/waste-safety/north-test-site-final.pdf